# Bókaháza
Bókaháza es un pueblo ubicado en el condado de Zala, Hungría.

## Superficie
Posee una superficie de 6,70 kilómetros cuadrados.

## Demografía
Hasta 2021 la población era de 269 habitantes, con una densidad de población de 40,14 habitantes por kilómetro cuadrado. En 2011 el 86,9% de la población estaba conformada por húngaros y la religión predominante era el catolicismo.